# 哲日根图林场
哲日根图林场，是中国内蒙古自治区锡林郭勒盟正镶白旗下辖的一个类似乡级单位。

## 行政区划
下辖以下地区：
哲日根图林场分场嘎查村虚拟生活区。